# Bulletin of the Southern California Academy of Sciences
Bulletin of the Southern California Academy of Sciences (abreviado Bull. S. Calif. Acad. Sci.) es una revista ilustrada y con descripciones botánicas que es editada en California desde el año 1902.